# Małgorzata Wasylewska
Małgorzata Wasylewska (ur. 17 sierpnia 1953 w Warszawie) – polska malarka, graficzka.

## Życiorys
Małgorzata Wasylewska urodziła się 17 sierpnia 1953 roku w Warszawie. Rodzicami jej byli Joanna i Marian Wasylewscy. Ma młodszą siostrę Annę, konserwatorkę sztuki. W 1972 roku ukończyła Państwowym Liceum Sztuk Plastycznych w Łazienkach Królewskich w Warszawie. Studiowała w Akademii Sztuk Pięknych w Warszawie na Wydziale Malarstwa w pracowni prof. Jacka Sienickiego i na Wydziale Grafiki Artystycznej w pracowni prof. Andrzeja Rudzińskiego. Dyplom otrzymała w roku 1980.
Jeszcze w czasie studiów w 1979 roku, wykonała autorską sekwencję w filmie animowanym „Follow my dream”, do płyty zespołu SBB (reżyser Ryszard Kunicki).
Zajmuje się malarstwem, grafiką, rysunkiem, fotografią i grafiką komputerową. Swoje obrazy, grafiki i rysunki pokazała na kilku wystawach indywidualnych, wzięła też udział w wielu wystawach zbiorowych.
Przez wiele lat równolegle z pracą twórczą zajmowała się konserwacją dzieł sztuki. W latach 1980–1987, 2005–2008 pracowała przy dużych zabytkowych obiektach w kraju i za granicą.
Ma córkę Annę (ur. 1984), fotograficzkę, ze związku małżeńskiego z Piotrem Zaborowskim, grafikiem, zawartego w 1978 roku.

## Twórczość
Bezpośrednio po studiach Małgorzata Wasylewska zajmowała się głównie grafiką i rysunkiem. Grafiki tworzyła w technikach metalowych: akwaforcie i akwatincie, robiła też linoryty. Brała wtedy
udział w licznych wystawach grafiki.
W latach 90. XX wieku powróciła do malarstwa. Powstają wtedy obrazy, w których dominuje postać ludzka, ciągle przetwarzana i upraszczana, dostarczająca artystce nieskończenie wiele możliwości plastycznych. Znaczącą rolę odgrywa w jej obrazach kolor i ruch. Są one dynamiczne, a jednocześnie w pewien sposób monumentalne.

Chociaż kusi ją abstrakcja, na pierwszym miejscu w jej twórczości wciąż znajduje się człowiek. W swoich pracach Małgorzata utrzymuje dobrze wyważoną równowagę pomiędzy wyrazem czysto plastycznym i literackim.
Postać ludzka nie jest więc dla niej jedynie pretekstem do pokazania ruchu, zmiennego światła i koloru, bowiem, jak sama twierdzi, posługiwanie się sylwetką ludzkiego ciała wnosi do obrazu dodatkowe, nie tylko czysto malarskie treści. Być może właśnie ta potrzeba wyrażania również pozamalarskich treści sprawia, że Małgorzata pracuje cyklami, pogłębiając w ten sposób obrany temat. Pociąga ją ruch, aktywność, niemal po rzeźbiarsku traktowana bryła. Jej postacie, nawet siedzące, trwające na obrazie w pozornym bezruchu, są graniaste, niespokojne, ostro zarysowane. Jej ulubionymi kolorami są kolory mocne i zdecydowane, czerwień, błękit, żółć, indygo.

Ale Małgorzata Wasylewska jest artystką ciągle poszukującą nowej formy wyrazu, więc kolejnym etapem w stronę abstrakcji są plecione obrazy z lat 1993–1994. Obrazy „tkane” z regularnych pasków gruntowanego płótna, które mają swoją fakturę, regularne podziały, grę światła i cienia. Na takim podłożu nie można malować
realistycznie. Tworzy więc cykle obrazów w paski, gdzie kolor i ruch stają się najważniejsze. Po plecionych obrazach w latach 1997–1999 powstają plecione kolaże, które są remiksem otaczającej nas papierowej rzeczywistości.
Następna jest cyfrowa wersja kolaży, nazwana przez artystkę Fotokolaże, które powstają od 2009 roku i dają jej wiele możliwości przetwarzania i pogłębiania kolejnych tematów i tworzenia nowych cykli.
W latach 2018–2021 pracuje nad cyklami „Portrety”,” Pożegnania” i „Ślady”. Są to początkowo czarno-białe lub czarno-biało-czerwone grafiki komputerowe, później kolorowe o neonowym efekcie.
Małgorzata Wasylewska miała kilka wystaw indywidualnych. Brała też udział w wielu wystawach zbiorowych: w Warszawie (1981), (1988) Arsenał ’88, (1992), (2009), (2010), Miluza (1981), (1982), Forlì (1981), Paryżu (1982), Hongkongu (1982), Osace (1984), Tajpej (1985), Digne-les-Bains (1990).
Jej prace znajdują się w zbiorach Biblioteki Narodowej w Warszawie, oraz w wielu kolekcjach w kraju i za granicą.